# Defender of the Crown
Defender of the Crown är ett datorspel utgivet av Cinemaware, och producerat av Kellyn Beck. Det släpptes ursprungligen till Commodore Amiga 1986. Det porterades åren därpå till DOS, NES, Atari ST, ZX Spectrum, CD-i, Amstrad CPC, Commodore 64, Macintosh och Apple IIGS. Amigaversionen höjde ribban för den grafiska standarden i dåtidens datorspel.

## Handling
Spelet utspelar sig i England under medeltiden, där kungen avlidit och maktkamp råder. Det finns sex konkurrerande riddare, som har var sitt slott och varsin armé med soldater, officerare och ibland katapulter. För att inta en fästning måste man ha minst en katapult. Spelet slutar antingen med att man erövrar hela England och blir kung, eller med att det egna slottet faller och man flyr till Sherwoodskogen.

### Fotnoter
1. 1 2  ”Defender of the Crown”. NES DB. 26 februari 1989. Arkiverad från originalet den 27 april 2014. https://web.archive.org/web/20140427202415/http://www.nesdb.se/game_more.php?id=338&rid=1. Läst 27 april 2014.
2. ↑  Nintendo Magasinet. Power Player 11/12,Sida 20 Recension: Defender Of The Crown NES.